# جورج سوفروني
جورج سوفروني (بالرومانية: George Sofroni)‏ هو لاعب كرة قدم روماني في مركز الوسط، ولد في 10 يونيو 1991 في رومانيا. شارك مع منتخب رومانيا تحت 19 سنة لكرة القدم. أما مع النوادي، فقد لعب مع نادي بياترا نيامتس.

## وصلات خارجية
- جورج سوفروني على موقع قاعدة بيانات كرة القدم.إي يو (الإنجليزية)
- جورج سوفروني على موقع Soccerway.com (الإنجليزية)